# 6615 Plutarchos
6615 Plutarchos è un asteroide della fascia principale. Scoperto nel 1960, presenta un'orbita caratterizzata da un semiasse maggiore pari a 2,1693850 UA e da un'eccentricità di 0,1269586, inclinata di 1,79582° rispetto all'eclittica.